# Vila Malina
Vila Malina je naslovni lik istoimenske pravljice, ki jo je leta 1987 napisala Svetlana Makarovič.

## Vsebina pravljice
Vila Malina je zgodba o vili brez imena. Nima staršev, saj nobena vila nima staršev. Potika se po gozdu in hodi od ene živali do druge, od studenca do lilije … Je zelo umazana vila, saj se ne umiva rada, poleg tega pa ji studenec to tudi otežuje. Drugi prebivalci gozda je namreč ne marajo. Nekega dne pa zagleda malino in se odloči da bo njena, prav tako pa se odloči, da ji bo ime Malina, torej Vila Malina. Preden dobi malino ima težave, saj ji pri tem nagaja jež, ki ji maline noče odstopiti in pravi, da je njegova. Vendar se na koncu za vilo srečno izteče, saj dobi malino.

## Predstavitev literarnega lika
»Jaz sem vila, jaz sem vila,

vile je pa treba rad imeti,

jaz sem vila, jaz sem vila,

ne pa čudno bitje kakor ti, 

jaz sem vila, jaz sem vila,

z vilo je pa treba potrpeti,

ker sem vila, prava vila,

ne prenesem neprijaznosti.» 
Vila Malina sama zase pravi, da jo moraš imeti rad. Vendar ni tako, prebivalci gozda je namreč ne marajo, saj je umazana vila. Je tudi svojeglava. Predstavlja tipičen otroški lik v pravljicah. Potrebuje potrpežljivost in prijaznost od ostalih, drugi jo morajo razumeti in ji pomagati, ter jo imeti radi. Vila Malina hrepeni tudi po malini; to je za njo, kot za otroke v pravljicah, ki hrepenijo po nečem boljšim, nekaj težko dosegljivega. Vila ima to srečo, da malino tudi dobi, in to jo spravi v dobro voljo. Iz tega vidimo, da je zadovoljna že z majhno stvarjo.

## Izdaje
Prva izdaja knjige  je iz leta 1987 in sicer v Ljubljani v založbi Dokumentarna. Sledijo pa ji izdaje v letu 1988, prav tako v Ljubljani, in še leta 2005 v založbi Mladinska knjiga. 
Pravljico je mogoče dobiti tudi na zvočni kaseti ali na CD plošči.
Pravljica je bila prvič uprizorjena kot lutkovna predstava leta 1996 v Lutkovnem gledališču Ljubljana v režiji Braneta Vižintina in Svetlane Makarovič.